# Jan Dembowski (biologo)

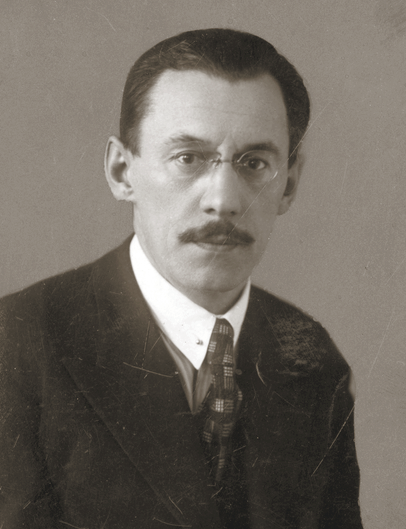

Jan Dembowski (San Pietroburgo, 26 dicembre 1889 – Varsavia, 22 settembre 1963) è stato un biologo e politico polacco, Maresciallo del Sejm dal 20 novembre 1952 al 19 febbraio 1957.